# Isla Damas
La isla Damas es una de las tres islas que forman parte de la reserva nacional Pingüino de Humboldt, en la región de Coquimbo (Chile), la cual fue fundada el 3 de enero de 1990. Posee dos playas, La Poza y Las Tijeras, con arena blanca y aguas verde esmeralda. Sus islas vecinas son Choros y Chañaral, pero Damas es la única en la cual se puede desembarcar. Solo está permitido permanecer una hora en isla, ya que se encuentra regulado por la CONAF (Corporación Nacional Forestal). Desde 2015 está prohibido bañarse en sus aguas o acampar en la isla con el fin de preservar su fauna y flora.
La isla cuenta con un sendero de 1800 metros compuesto de 9 estaciones con información sobre la flora y fauna en español y en inglés.
Isla Damas tiene una superficie de 60,3 hectáreas.

## Toponimia

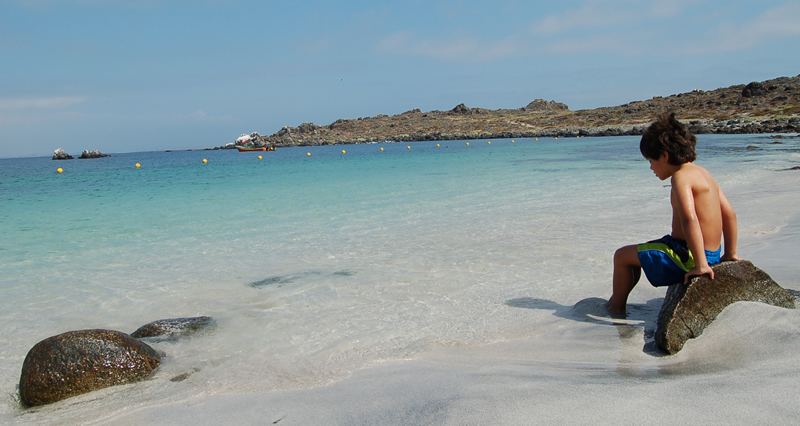
La isla cuenta con hermosas playas, de aguas cristalinas.

Isla Damas debe su nombre a una curiosa formación rocosa, la más alta y visible a medida que se acerca a ella desde el muelle de Punta de Choros. La roca se asemeja al perfil de una mujer recostada contra la isla.

## Fauna

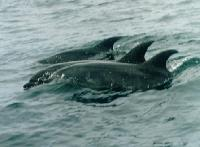
Delfines frente a la isla

Dentro de numerosa fauna de aves, destacan el guanay, el lile, el yeco, el pingüino de Humboldt y el piquero. Anidan en los numerosos acantilados y roqueríos de la isla.
La fauna mamífera está compuesta principalmente por lobo marino, delfines nariz de botella (es muy frecuente ver una colonia compuesta por alrededor de 60 individuos) y un curioso y esquivo animal, el chungungo, primo cercano de la nutria, conocido también como gato marino. Esporádicamente se pueden ver especies de cetáceos como el cachalote.
En relación con la flora, se encuentran en la isla, alrededor de 59 especies de plantas vasculares donde se destacan las añañucas amarillas (Alstroemeria philippi), lirios, cactus (Eulichnia acida), entre otros.